# Echthromorpha nukuhivae
Echthromorpha nukuhivae är en stekelart som beskrevs av Perkins 1952. Echthromorpha nukuhivae ingår i släktet Echthromorpha och familjen brokparasitsteklar. Inga underarter finns listade i Catalogue of Life.